# Шпидла, Владимир
Владимир Шпи́дла (чеш. Vladimír Špidla; род. 22 апреля 1951, Прага, Чехословакия) — чешский политик, премьер-министр Чехии с 12 июля 2002 года по 19 июля 2004 года, в 2004—2010 — Европейский комиссар по трудоустройству, социальным вопросам и равным возможностям.

## Биография
Родился в Праге, в 1976 году окончил философский факультет Карлова университета, где изучал историю.
После «бархатной революции» принял активное участие в политической жизни города Йиндржихув-Градец, где он в то время проживал. Шпидла присоединился к ЧСДП, в 1992 году вошёл в Президиум партии, в 1997 году стал вице-председателем ЧСДП, а в апреле 2001 года стал председателем партии. Член чешского парламента с 1996 года. С 1998 по 2002 Шпидла был вице-премьером в правительстве Милоша Земана, а также занимал пост министра труда и социальных вопросов. 12 июля 2002 года Шпидла стал четвёртым премьер-министром Чехии. На посту премьер-министра Шпидла уделял особое внимание поддержке бюджета с установленным Евросоюзом уровнем дефицита. 19 июля 2004 года Шпидла ушёл в отставку после неудачных для социал-демократов выборов в Европарламент. Новым премьер-министром стал его однопартиец, министр внутренних дел Станислав Гросс, который в это время был одним из самых популярных политиков в стране.
Также Шпидла был исполняющим обязанности президента Чехии со 2 февраля по 7 марта 2003 года. В 2004 году Шпидла стал Европейским комиссаром по трудоустройству, социальным вопросам и равным возможностям. В обновлённом 9 февраля 2010 года составе Европейской комиссии его место представителя Чехии занял Штефан Фюле, а пост еврокомиссара — Ласло Андор.